# Tapinauchenius polybotes
Espèce
Tapinauchenius polybotes est une espèce d'araignées mygalomorphes de la famille des Theraphosidae.

## Distribution
Cette espèce est endémique de Sainte-Lucie.

## Description
La carapace du mâle holotype mesure 19,421 mm de long sur 16,412 mm et la carapace de la femelle paratype 20,14 mm de long sur 16,542 mm.

## Étymologie
Cette espèce est nommée en référence à Polybotès.

## Publication originale
- Hüsser, 2018 : A first phylogenetic analysis reveals a new arboreal tarantula genus from South America with description of a new species and two new species of Tapinauchenius Ausserer, 1871 (Araneae, Mygalomorphae,Theraphosidae). ZooKeys, no 784, p. 59-93 (texte intégral).